# Jakob Miltz
Jakob Miltz (Coblenza, 23 settembre 1928 – 18 febbraio 1984) è stato un calciatore tedesco, di ruolo attaccante.

## Carriera

### Nazionale
Ha collezionato 2 presenze con la propria Nazionale.

## Statistiche

### Cronologia presenze e reti in Nazionale
| Cronologia completa delle presenze e delle reti in nazionale ― Germania Ovest | Cronologia completa delle presenze e delle reti in nazionale ― Germania Ovest | Cronologia completa delle presenze e delle reti in nazionale ― Germania Ovest | Cronologia completa delle presenze e delle reti in nazionale ― Germania Ovest | Cronologia completa delle presenze e delle reti in nazionale ― Germania Ovest | Cronologia completa delle presenze e delle reti in nazionale ― Germania Ovest | Cronologia completa delle presenze e delle reti in nazionale ― Germania Ovest | Cronologia completa delle presenze e delle reti in nazionale ― Germania Ovest |
| Data                                                                          | Città                                                                         | In casa                                                                       | Risultato                                                                     | Ospiti                                                                        | Competizione                                                                  | Reti                                                                          | Note                                                                          |
| ----------------------------------------------------------------------------- | ----------------------------------------------------------------------------- | ----------------------------------------------------------------------------- | ----------------------------------------------------------------------------- | ----------------------------------------------------------------------------- | ----------------------------------------------------------------------------- | ----------------------------------------------------------------------------- | ----------------------------------------------------------------------------- |
| 19-12-1954                                                                    | Lisbona                                                                       | Portogallo                                                                    | 0 – 3                                                                         | Germania Ovest                                                                | Amichevole                                                                    | -                                                                             |                                                                               |
| 25-11-1956                                                                    | Dublino                                                                       | Irlanda                                                                       | 3 – 0                                                                         | Germania Ovest                                                                | Amichevole                                                                    | -                                                                             |                                                                               |
| Totale                                                                        |                                                                               | Presenze                                                                      | 2                                                                             |                                                                               | Reti                                                                          | 0                                                                             |                                                                               |